# Dimitrios Khristopoulos
Dimitrios Khristopoulos (griego: Δημήτριος Χριστόπουλος) fue un atleta griego que compitió en los Juegos Olímpicos de Atenas 1896. 
Khristopoulos fue uno de los diecisiete atletas que iniciaron la carrera de maratón y uno de los siete que no la finalizó.